# Cas Anvar

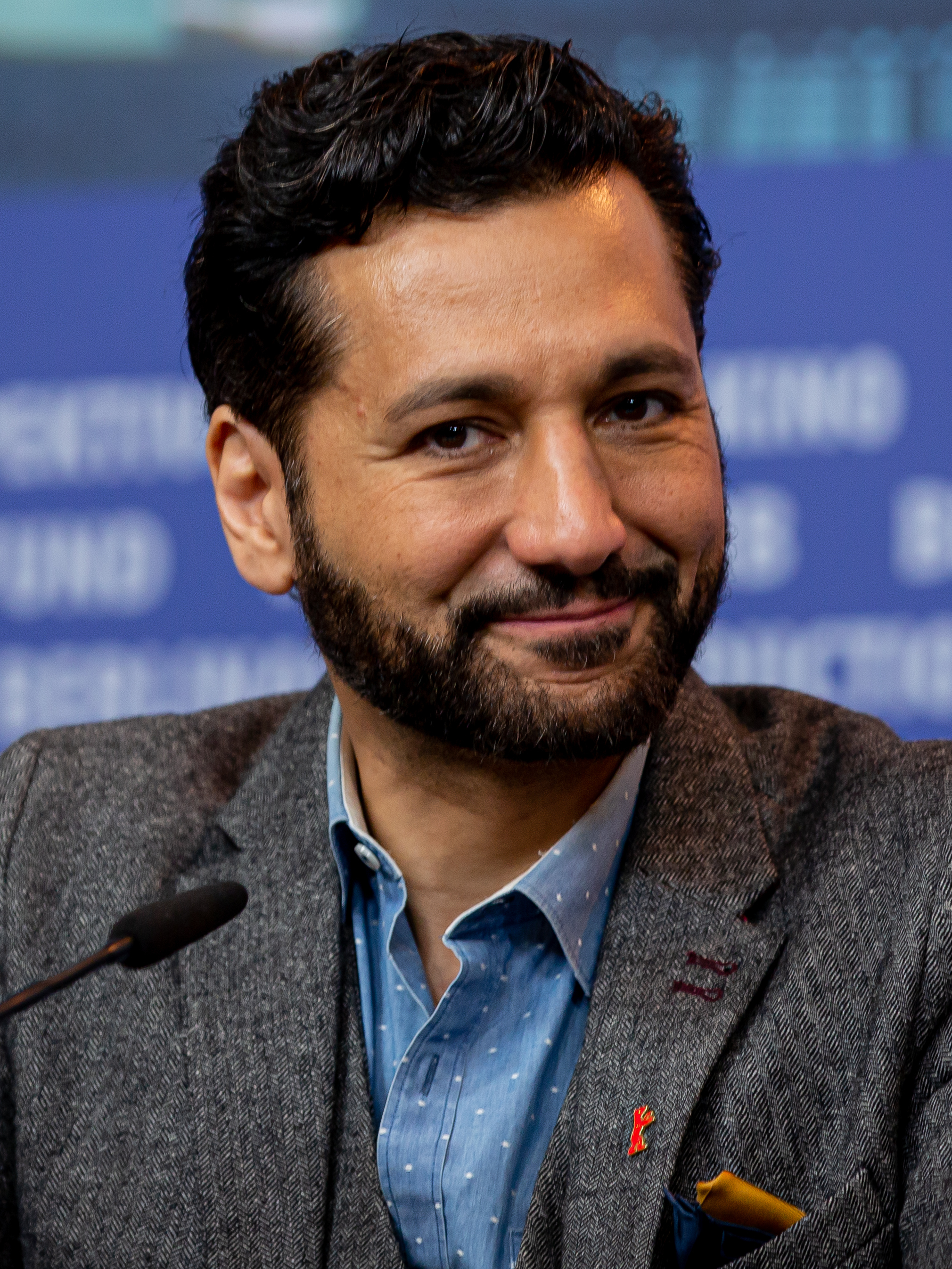
Cas Anvar auf der Berlinale 2019

Cas Anvar (* 15. März 1966 in Regina, Kanada) ist ein kanadischer Schauspieler.

## Leben
Anvar schloss die National Theatre School of Canada ab und ist seit den 1990er Jahren regelmäßig in kanadischen und US-amerikanischen Film- und Fernsehproduktionen zu sehen. Kleinere Nebenrollen hatte er unter anderem in den Filmen Terminal, Transformers – Die Rache, Source Code und Argo. Oliver Hirschbiegel besetzte ihn 2013 in seinem biografischen Drama Diana in der Rolle des Dodi Al-Fayed. Größere Bekanntheit erlangte er durch die Rolle des Raumpiloten Alex Kamal in der Science-Fiction-Serie The Expanse.
Im Juni 2020 beauftragte Alcon Entertainment, die Produktionsfirma von The Expanse, eine unabhängige Firma damit, über 30 Anschuldigungen gegen Anvar wegen sexueller Belästigung und Übergriffen zu untersuchen. Im November 2020 gab Alcon bekannt, dass Anvar in der sechsten Staffel von The Expanse nicht mehr mitspielen werde.

## Filmografie (Auswahl)
- 1994: Die Tochter des Maharadschas (The Maharaja’s Daughter, Miniserie)
- 1995: Witchboard III: The Possession
- 1997: Liebesflüstern (Afterglow)
- 1998: Freundinnen über den Tod hinaus (Twist of Fate)
- 2001: Largo Winch – Gefährliches Erbe (Largo Winch, Fernsehserie, eine Folge)
- 2003: Timeline
- 2004: Terminal
- 2005: Verbrechen aus Leidenschaft (Crimes of Passion, Fernsehfilm)
- 2005: Medium – Nichts bleibt verborgen (Medium, Fernsehserie, eine Folge)
- 2007: Navy CIS (NCIS, Fernsehserie, eine Folge)
- 2007: Sublime
- 2007: Superstorm – Hurrikan außer Kontrolle (Superstorm, Miniserie)
- 2008: Dr. Jekyll and Mr. Hyde (Fernsehfilm)
- 2008: Boston Legal (Fernsehserie, eine Folge)
- 2008: Punisher: War Zone
- 2009: 24 (Fernsehserie, eine Folge)
- 2009: Transformers – Die Rache (Transformers: Revenge of the Fallen)
- 2009: Das Phantom (Miniserie)
- 2010: Lost (Fernsehserie, eine Folge)
- 2011: Neverland – Reise in das Land der Abenteuer (Neverland, Miniserie)
- 2011: Leverage (Fernsehserie, Folge 4x15)
- 2011: Source Code
- 2011–2012: Xeno-Date (Fernsehserie, 8 Folgen)
- 2012: Argo
- 2013: Navy CIS: L.A. (NCIS: Los Angeles, Fernsehserie, eine Folge)
- 2013: Diana
- 2015: Raum (Room)
- 2015–2021: The Expanse (Fernsehserie)
- 2016–2017: The Strain (Fernsehserie, 10 Folgen)
- 2018: The Lie
- 2019: Die Agentin (The Operative)
- 2019–2020: How to Get Away with Murder (Fernsehserie, 4 Folgen)
- 2020: Cardinal (Fernsehserie, 5 Folgen)
- 2021: FBI: International (Fernsehserie, eine Folge)